# Bonde la Songwe
Bonde la Songwe è una circoscrizione mista (mixed ward) della Tanzania situata nel distretto rurale di Mbeya, regione di Mbeya. Conta una popolazione di 18 487 abitanti (censimento 2012).